# Ittihad Riadhi Baladiat Bordj Bou Arreridj
Maillots
Dernière mise à jour : 5 juin 2020.
Ittihad Riadhi Baladiat Bordj Bou Arreridj (arabe : الاتحاد الرياضي لبلدية برج بوعريريج), plus couramment abrégé en IRB Bordj Bou Arreridj ou encore en IRB BBA, est un club de basket-ball algérien fondé en 1996 et basé à Bordj Bou Arreridj.

## Identité du club
Les couleurs du Ittihad Riadhi Baladiat Bordj Bou Arreridj, sont le Noir, le Blanc et le Jaune.